# Sur la piste de la grande caravane
Pour plus de détails, voir Fiche technique et Distribution.
Sur la piste de la grande caravane (titre original : The Hallelujah Trail) est un film américain réalisé par John Sturges, sorti le 23 juin 1965 aux États-Unis.
Le film se déroule durant l'hiver 1867. Une terrible disette d'alcool menace la cité minière de Denver dans le Colorado. Chaque habitant s'imagine que l’hiver sera rude et risque d'empêcher l'arrivée d'un convoi de quarante fourgons contenant six cents barils de whisky et de champagne. De leur côté, les Sioux guettent le dit convois le long de la piste, alors que les Dames de la Ligue de Tempérance, avec à leur tête Cora Templeton Massingale, entendent bien s'opposer par tous les moyens à l'arrivée de l'alcool, qui se confronteront au propriétaire des bouteilles, Frank Wallingham, sous la protection d'un détachement de la cavalerie des États-Unis.
C'est une parodie de western traitée sur le mode humoristique.

## Synopsis
En 1867, des signes soi-disant inquiétants indiquant que l'hiver qui s'annonce sera particulièrement rude, provoquent l'agitation dans la petite ville minière naissante de Denver. Les citoyens, qui boivent énormément, craignent une pénurie de whisky et suivant les conseils du vieil Oracle Jones, un guide et voyant local mais seulement sous l'influence de l'alcool, la population commande par télégramme une expédition massive de quarante wagons remplis de whisky qui seront livrés par diligence par la Wallingham Freighting Company. Le convoi de wagons de whisky part ainsi sous la direction du propriétaire de la société, Frank Wallingham, qui se décrit à plusieurs reprises comme un contribuable et un bon républicain tout en étant tyrannique avec ses employés et tous ceux qui s'opposent à lui. Il a engagé comme conducteurs un groupe d'irlandais, dont le chef de bande souhaite faire grève si des rations de whisky ne sont pas distribuées équitablement.
Après avoir découvert que les femmes du mouvement de la tempérance avaient organisé une fête avec fanfare dans son fort militaire, le colonel Thaddeus Gearhart charge le jeune capitaine Paul Slater de la cavalerie américaine d'aller à la rencontre du convois de whisky pour l'escorter sous bonne protection. Informé de la cargaison alcoolisée, Cora Templeton Massingale et ses partisanes souhaitent intercepter puis détruire son contenu. Le groupe part donc escorté par une deuxième division de cavalerie sous le commandement du colonel Gearhart, très réticent à l'idée de se retrouver avec ces femmes. La fille de Gearhart, qui est fiancée au capitaine Slater, est fascinée par le message de Mme Massingale et malgré leurs personnalités extrêmement différentes et leur incapacité à s'entendre, le colonel Gearhart et la belle Cora Massingale finissent par s'apprécier mutuellement puis tombent amoureux.
Plus loin, les Indiens Sioux, dirigés par les chefs Five Barrels et Walks-Stooped-Over, observent tour à tour le convois et les détachements de cavalerie alors que les citoyens de Denver ont décidé de former une milice afin d'aller à la rencontre du convois de whisky qui tarde à arriver selon eux. Finalement la voix du narrateur informe à l'aide d'une carte les différentes positions des groupes qui convergent tous vers le même point sans le savoir. Une tempête de sable se soulèvent soudain lorsque débute une lutte acharnée, mais comique, pour les wagons de whisky. Il s'ensuit une fusillade massive entre les parties sans qu'aucun blessé ne soit à déplorer, puis une prise d'otages lorsque les Indiens capturent les membres de la Temperance afin de renforcer leurs demandes de rançon en boissons alcoolisées. Plus tard, Massingale piègera Wallingham en faisant conduire ses chariots dans une tourbière de sables mouvants et où les bouteilles sombreront dans la vase. Les participants se dispersent ensuite, pour la plupart déçus ; cependant, pour le colonel Gearhart et le capitaine Slater, l'histoire se termine par un double mariage. De leur côté Wallingham et Oracle Jones découvrent avec effarement que les bouteilles de whisky flottent à la surface des sables mouvants et ils tentent de les repêcher.
Le film se termine avec la voix narrative qui informe que l'hiver 1867 fut en fait l'un des plus doux jamais connus.

## Fiche technique
- Réalisation : John Sturges
- Scénario : John Gay d'après le roman de Bill Gulick
- Photographie : Robert Surtees et Charles F. Wheeler (seconde équipe, non crédité)
- Montage : Ferris Webster
- Musique : Elmer Bernstein
- Direction artistique : Cary Odell
- Décors : Hoyle Barrett
- Costumes : Edith Head
- Casting Lynn Stalmaster
- Affiche : Robert McGinnis
- Producteur : John Sturges, Robert E. Relyea (producteur associé)
- Sociétés de production : Kappa, The Mirisch Corporation
- Société de distribution : United Artists
- Pays de production :  États-Unis
- Langue : anglais
- Format : Couleurs (Technicolor) — 35 mm — 2,35:1 — Son : 70 mm 6-Track (Westrex Recording System)
- Genre : Comédie, Western
- Durée : 165 minutes
- Dates de sortie : 
  - États-Unis : 23 juin 1965
  - Royaume-Uni : 22 juillet 1965

## Distribution
- Burt Lancaster (VF : Claude Bertrand) : le colonel Thaddeus Gearhart
- Lee Remick : Cora Templeton Massingale, à la tête de la Ligue de tempérance
- Donald Pleasence (VF : Léonce Corne) : « Oracle » Jones
- Brian Keith (VF : Jean Martinelli) : Frank Wallingham, « contribuable et bon républicain » à la tête du convoi d'alcool
- Jim Hutton : le capitaine Paul Slater
- Pamela Tiffin : Louise Gearhart, la fille du colonel
- Martin Landau (VF : Henry Djanik) : le chef « L'homme qui marche le dos courbé »
- John Anderson (VF : Marc de Georgi) : le sergent Buell
- Robert J. Wilke : le chef « Cinq Barriques »
- Tom Stern (VF : Jacques Balutin) : Kevin O'Flaherty, le leader gréviste des conducteurs irlandais
- Dub Taylor : Clayton Howell, à la tête de la « milice libre de Denver » (les mineurs)
- John Dehner (VF : Michel Roux) : le narrateur (voix)
- Val Avery (VF : Georges Atlas) : le barman de Denver
- Bill Williams (non crédité) : le lieutenant Brady

### Revue de presse
- Jean d'Yvoire, « Sur la piste de la grande caravane », Téléciné no 127, Paris, Fédération des Loisirs et Culture Cinématographique (FLECC), janvier-février 1966, p. 59,  (ISSN 0049-3287)